# Igreja de Nossa Senhora da Consolação (Roma)
Santa Maria della Consolazione ou Igreja de Nossa Senhora da Consolação é uma igreja católica de Roma, localizada no sopé do Monte Palatino, no rione Campitelli, e dedicada a Nossa Senhora da Consolação. O nome da igreja é uma referência a um ícone de Nossa Senhora que ficava ali para consolar os criminosos que depois seriam atirados do precipício que fica logo acima da igreja e que, acredita-se, seja a Rocha Tarpeia, a mesma de onde eram atirados para a morte os criminosos da Roma Antiga. Em 1385, um nobre condenado, Giordanello degli Alberini, pagou dois florins de ouro para que o ícone ficasse ali para consolar os condenados.

## Arquitetura
Uma igreja foi construída no local em 1470 e reconstruída entre 1583 e 1600, desta vez por Martino Longhi, o Velho, responsável pela nova fachada maneirista. O tímpano foi completado em 1827 por Pasquale Belli.
Na primeira capela à direita da nave estão afrescos com cenas da "Paixão" (1556), de Taddeo Zuccari. Na segunda está uma "Madona com o Menino e Santos" (1575), de Livio Agresti. Na terceira, uma "História de Jesus e da Virgem", de Giovanni Baglione. A capela à direita do presbitério abriga um ícone de Maria do século XIII. O altar-mor, projetado por Loghi, está decorado por uma cópia de um afresco do século XIV chamado "Madonna della Consolazione" repintado por Antoniazzo Romano. Já as paredes do presbitério estão pintadas com afrescos sobre a "Natividade" e a "Assunção", de Niccolò Circignani (il Pomarancio), que também pintou as "Cenas da Vida de Maria e de Jesus" na quinta capela (à esquerda do presbitério). Na quarta capela à esquerda nave estão os afrescos sobre a "Vida de Santo André", de Marzio Colantonio Ganassini. Na terceira, afrescos com cenas da "Vida da Virgem", de Francesco Nappi; na segunda, "São Francisco recebe seus Estigmas", do século XVII. Finalmente, a primeira capela à esquerda está o "Casamento Místico de Santa Catarina" (c. 1530), uma escultura em mármore de Raffaello da Montelupo.

## Galeria

Imagens da igreja
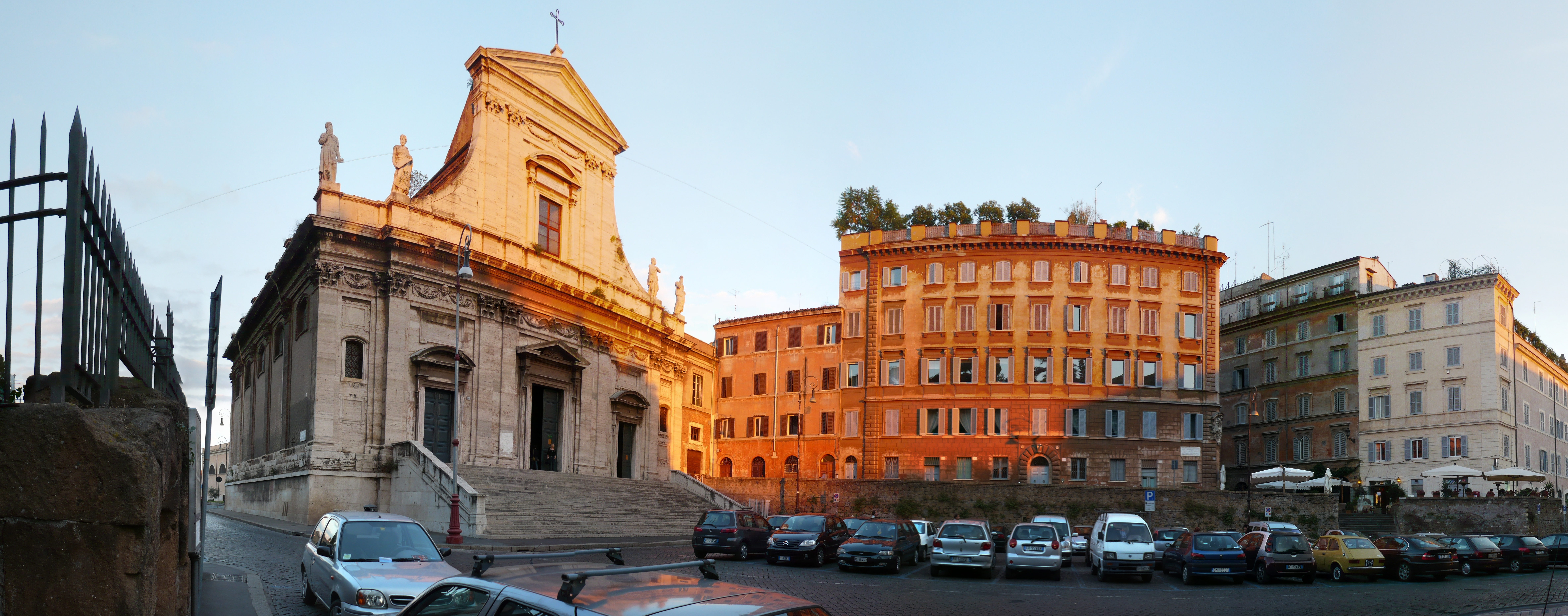
Piazza della Consolazione
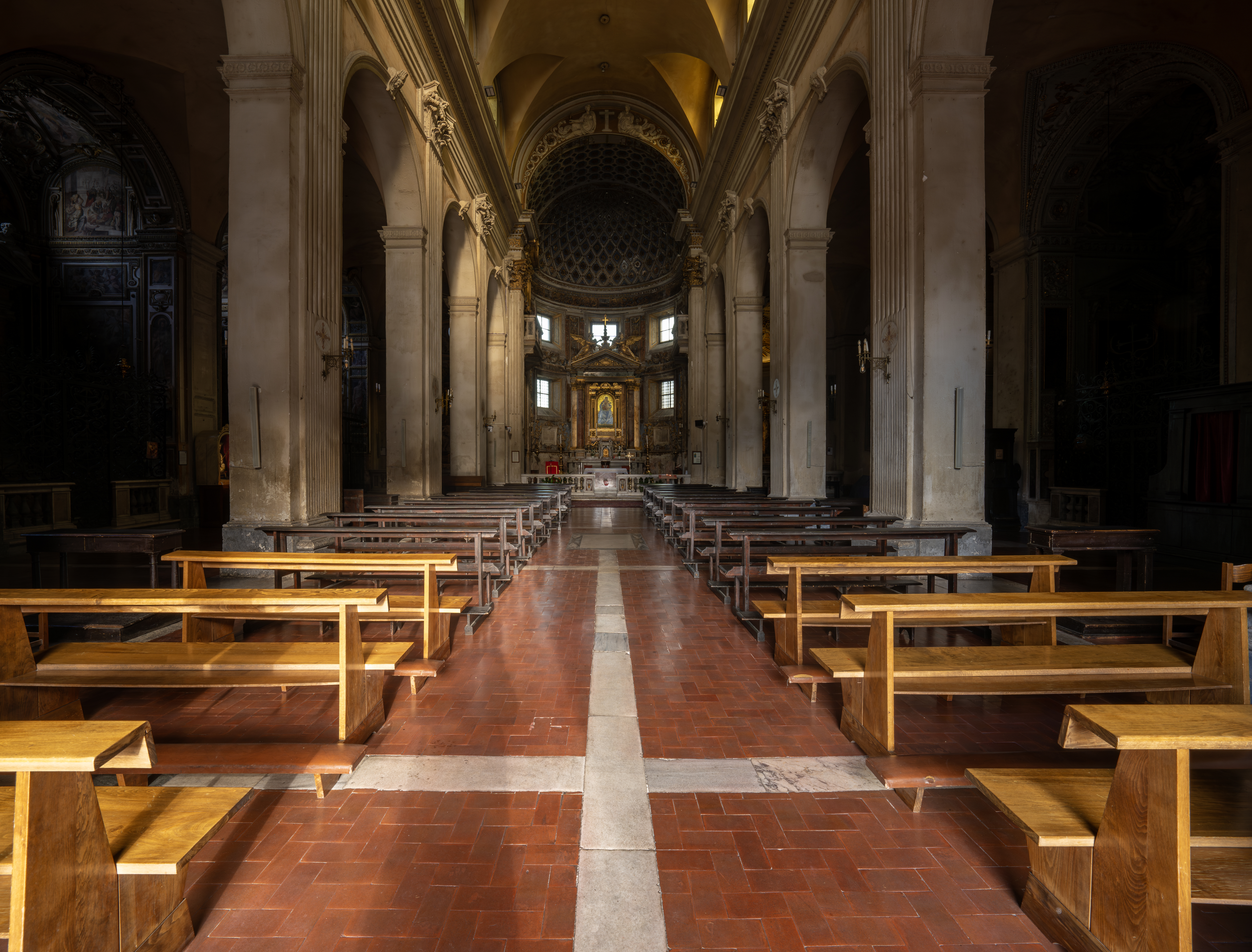
Vista do interior
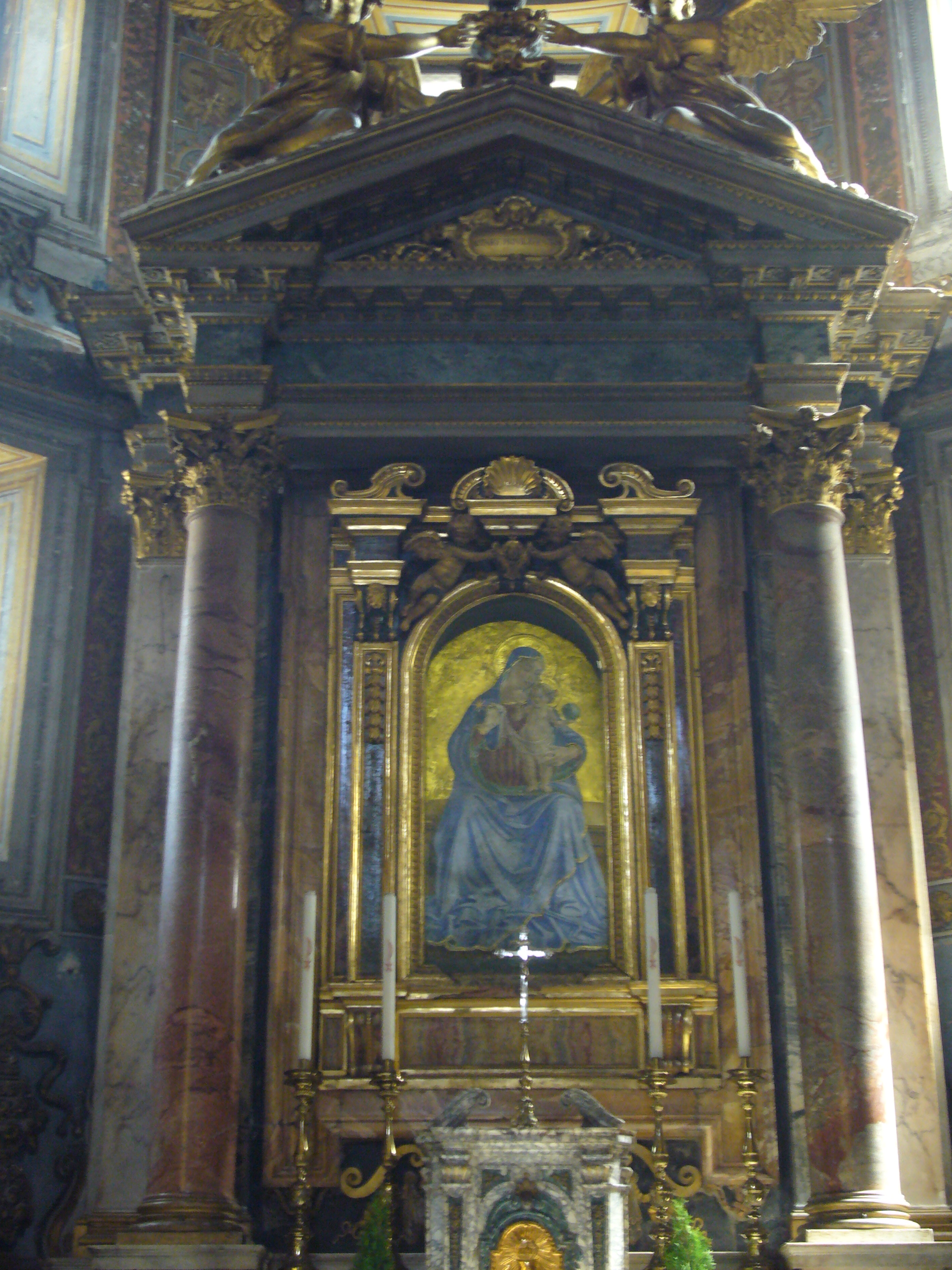
"Madona com o Menino", de Antoniazzo Romano, no altar-mor